# Бойко Василев
Бойко Василев Петров е популярен български журналист, телевизионен водещ и изпълнителен продуцент на предаването „Панорама“ на Българската национална телевизия (БНТ).

## Биография
Роден е на 9 януари 1970 г. в Перник. През 1989 г. завършва 91 немска езикова гимназия „Проф. Константин Гълъбов“ в София със златен медал и печели първо място на Националната олимпиада по литература. Същата година е приет в специалността „журналистика“ на СУ Св. Климент Охридски; дипломира се през 1994 г. с пълно отличие. Редовната си военна служба отслужва през 1994 – 1995 като школник в Националната школа за запасни офицери в Плевен. През 2001 г. защитава дисертация на тема „Утопии и антиутопии на новите медии“, за която Висшата атестационна комисия му присъжда титлата „доктор“. Посещава редица курсове за подготовка – за германска култура в Хайделберг (1993), за телевизионна журналистика в Кардиф (1993), журналистическото училище „Хенри Нанен“ в Хамбург (1997).
Още като студент Бойко Василев сътрудничи на различни медии, в които излизат негови публикации: вестниците „Поглед“ и „1000 дни“, програма „Христо Ботев“ на БНР и Втора програма на БНТ (предаването за наука „Еврика“). Води четири издания на забавното предаване „Формула 5“. Става част от екипа на студентска програма „Ку-Ку“, където е автор на „нубийския епизод“. От 1992 г. нататък става репортер в централната емисия „По света и у нас“, където отразява теми, свързани с вътрешната политика и правосъдието.
През 1993 г. Бойко Василев е назначен за репортер в седмичното обзорно предаване „Панорама“ и се профилира като експерт по балканската тематика. Отразява за БНТ актуалните събития в Сърбия, Хърватия и Република Македония, войната в Босна и Херцеговина (1994 и 1995), конфликтът в Косово (1998), ударите на НАТО в Белград (1999), протестите срещу Слободан Милошевич (2000). В рамките на предаването води своя авторска коментарна рубрика по международни въпроси. Едновременно с това води няколко издания на „Панорама“, замествайки титулярния тогава водещ Иван Гарелов.
През септември 2000 г. Бойко Василев става основен водещ и продуцент на „Панорама“, като по различно време изпълнява длъжностите „главен редактор Актуални предавания“, „главен продуцент Актуални програми“ и „директор на дирекция „Информация“. Успоредно с основната си работа, снима репортажи и документални филми – и от 2010 г. до 2016 г. продуцира документалната поредица по международна тема „Светът на живо“. Отразява войните в Сирия (2012) и Ирак (2015), а през юни 2001 г. организира специално издание на „Панорама“ от Скопие, във връзка с конфликта в Македония.
Бойко Василев е вицепрезидент на Фондация „Св. св. Кирил и Методий“ и член на Борда на Института за регионални и международни изследвания.
Владее английски, руски, немски, испански, босненски/сръбски/хърватски, полски и ползва френски.

## Филми
- „Денят на разплатата“ (за Косово – 1999)
- „Влакът-стрела“
- „Островна песен“ (Япония – 2004)
- „Незабравими очи“ (2004)
- „По-старият брат“ (за Св. Методий – 2005)
- „Седмата година“
- „Пратеникът“ (2006)
- „Децата на бащите“ (за отците-основатели на ЕС – 2007)
- „Изгубени комшии“ (2008)
- „Денят на Св. Патрик“ (2009)
- „Площад „Освобождение“ (Египет – 2011)
- „Пътят на Марк“ (Албания – 2011)
- „20 години по-късно“ (Босна и Херцеговина – 2011)
- „Карнавал“ (2012)
- „Катедрала и джамия“ (Германия – 2012)
- „Преди началото“ (за проф. Иван Шишманов – 2012)
- „Точка на кипене“ (Сирия – 2012)
- „Аерогара за никъде“ (Нагорни Карабах – 2012)
- „Стените на Европа“ (2014)
- „Пазители на сенки“ (2014)
- „Есента на старите песни“ (заедно с Поли Златарева за Шотландия и Каталония, 2014)
- „Звездата на влъхвите“ (заедно с Поли Златарева, 2014)
- „Бойно поле“ (за Иракски Кюрдистан, 2015)
- „Великите сили“ (2015)
- „Вълната“ (за бежанския проблем в Германия – 2016)
- „Американски съдия“ (2016)
- „Ходене по чудесата“ (за Св. Климент Охридски – 2016)
- "Останалите: снимки от една война" (за Босна и Херцеговина - 2022)
- "Браточенди" (за Албания - 2025)

## Интервюирани известни личности
Интервюирал е Джордж Уокър Буш (2007), Тони Блеър (1999), Герхард Шрьодер (2004), Хосе-Мария Аснар (2001), Йенс Столтенберг (2015 и 2017), Йоахим Гаук (2016). Реджеп Тайип Ердоган (2010), Лех Валенса, Йежи Бузек, Романо Проди, Вацлав Хавел, Вацлав Клаус, Валери Жискар д'Естен, Джефри Хау, Андерс Фог Расмусен, Юбер Ведрин, Строб Талбот, Уилиам Пери, Уилиам Коен, Мери Макалийз, Джанет Наполитано, Марти Ахтисаари, Робер Бадентер, Месут Йълмаз, Ахмет Давутоглу, Зоран Джинджич, Вук Драшкович, Франьо Туджман, Стипе Месич, Иво Йосипович, Мило Джуканович, Томислав Николич, Ханс-Дитрих Геншер, Клаус Кинкел, Жозеф Дол, Вилфрид Мартенс, Мартин Шулц, както и интелектуалци като Умберто Еко, Дейвид Линч, Лешек Балцерович, Жан-Мишел Жар, Дейвид Балдачи, Рихард Прехт, Улрих Бек, Гюнтер Валраф, Джордж Сорос, Збигнев Бжежински, Едуард Олби, Хосе Карерас, Карлос Саура, Тери Гилиъм, Клаудия Кардинале, Орхан Памук, Горан Брегович, Паоло Тавиани, Юз Алешковски, Виктор Ерофеев, Ищван Сабо, Алистър Кембъл, Джоузеф Стиглиц, Пол Кругман, Адам Михник, Мо Йен.

## Награди
- 2016 – Обявен за журналист на Югоизточна и Централна Европа в Сараево
- 2015 – Носител на годишната награда „МТел Медия Мастърс“ за телевизия
- 2007 – Награда „Робер Шуман“ за журналистика по европейски теми (трети път)
- 2004 – Награда „Робер Шуман“ за журналистика по европейски теми (втори път)[1]
- 2003 – Награда „Робер Шуман“ за журналистика по европейски теми (първи път)
- 2000 – Специална награда на Фестивала за документални филми в Сараево за филма „Денят на разплатата“
- 1999 – Годишна награда за журналистически материал на Фондация „Свободна и демократична България“
- 1999 – Златен ритон за документалистика за филма „Денят на разплатата“
- 1998 – Първо място в България за ТВ коментар
- 1997 – Награда на СБЖ за репортер на годината
- През 2012 Бойко Василев получава полският орден „Бене Мерито“, а през 2016 – Офицерският кръст за обществени заслуги на краля на Испания